# Roman Zwonkow
Roman Wołodymyrowycz Zwonkow (ukr. Роман Володимирович Звонков; ur. 2 lipca 1967 w Swierdłowsku, zm. 4 września 1995 w obwodzie sumskim) – ukraiński biathlonista, brązowy medalista mistrzostw Europy.

## Kariera
W Pucharze Świata zadebiutował 9 grudnia 1993 roku w Bad Gastein, zajmując 115. miejsce w biegu indywidualnym. Pierwsze punkty wywalczył 15 stycznia 1994 roku w Ruhpolding, zajmując 25. miejsce w sprincie. Nigdy nie stanął na podium zawodów pucharowych. Najlepsze wyniki osiągnął w sezonie 1994/1995, kiedy zajął 52. miejsce w klasyfikacji generalnej. W 1994 roku wystartował na igrzyskach olimpijskich w Lillehammer, zajmując 14. miejsce w biegu indywidualnym oraz 15. miejsce w sztafecie. Rok później wystąpił na mistrzostwach świata w Anterselvie, gdzie zajął czwarte miejsce w biegu indywidualnym, piąte w biegu drużynowym i jedenaste w sztafecie. Największy sukces osiągnął podczas mistrzostw Europy w Annecy w 1995 roku, gdzie razem z Rusłanem Łysenko, Wałentynem Dżimą i Tarasem Dolnym zdobył brązowy medal w sztafecie.

## Osiągnięcia

### Igrzyska olimpijskie
| Rok  | Miejscowość | Konkurencje | Konkurencje | Konkurencje | Konkurencje | Konkurencje | Konkurencje | Konkurencje |
| Rok  | Miejscowość | IN          | SP          | PU          | MS          | RL          | MR          | SR          |
| ---- | ----------- | ----------- | ----------- | ----------- | ----------- | ----------- | ----------- | ----------- |
| 1994 | Lillehammer | 14.         | –           | nd.         | nd.         | 15.         | nd.         | –           |

### Mistrzostwa świata
| Rok  | Miejscowość | Konkurencje | Konkurencje | Konkurencje | Konkurencje | Konkurencje | Konkurencje | Konkurencje |
| Rok  | Miejscowość | IN          | SP          | PU          | MS          | RL          | MR          | SR          |
| ---- | ----------- | ----------- | ----------- | ----------- | ----------- | ----------- | ----------- | ----------- |
| 1995 | Anterselva  | 4.          | –           | nd.         | nd.         | 11.         | nd.         | –           |

### Puchar Świata

#### Miejsca w klasyfikacji generalnej
| Sezon     | Miejsce |
| --------- | ------- |
| 1993/1994 | 54.     |
| 1994/1995 | 52.     |

#### Miejsca na podium chronologicznie
Zwonkow nigdy nie stanął na podium zawodów PŚ.